# Раево (Восточно-Казахстанская область)
Раево (каз. Раево) — упразднённое село в Бородулихинском районе Восточно-Казахстанской области Казахстана. Входило в состав Ленинского сельского округа. Ликвидировано в 2006 году.

## Население
По данным переписи 1999 года в селе проживало 8 человек (4 мужчины и 4 женщины).